# Long Hot Summer (Girls Aloud)
Long Hot Summer è il primo singolo estratto dal terzo album del gruppo musicale pop britannico Girls Aloud, Chemistry.
È stato pubblicato il 22 agosto 2005 dall'etichetta discografica Polydor e ha anticipato di qualche mese la pubblicazione dell'album di estrazione. È stato, al tempo, il singolo che ha raggiunto la posizione più bassa nella classifica britannica, avendo raggiunto la settima posizione. Il singolo ha riscosso un successo minore dei precedenti anche in Irlanda, dove ha raggiunto in classifica il sedicesimo posto. Il singolo conteneva, come b-side, alcune versioni live di altre canzoni, tratte dai loro tour.
La canzone è stata scritta da Miranda Cooper, Brian Higgins, Shawn Lee, Lisa Cowling, Tim Larcombe, Myra Boyle e Giselle Sommerville ed è stata prodotta da Brian Higgins insieme agli Xenomania.

## Tracce e formati
UK CD1 (Polydor / 9873410)
1. Long Hot Summer — 3:52
2. Love Machine (Live at Hammersmith Apollo) — 4:55

UK CD2 (Polydor / 9873589)
1. Long Hot Summer — 3:52
2. Long Hot Summer (Benitez Beats) — 5:12
3. Real Life (Live at Hammersmith Apollo) — 3:52
4. Long Hot Summer (Video) — 3:59
5. Long Hot Summer (Karaoke Video) — 3:59
6. Long Hot Summer (Game)
7. Long Hot Summer (Ringtone)

UK 12"
1. Long Hot Summer — 3:52
2. Long Hot Summer (Tony Lamezma Rides Again) — 7:12
3. Jump (Almighty Remix) — 7:34

UK iTunes exclusive download
1. Long Hot Summer (Live at G-A-Y) — 3:52

## Classifiche
| Classifica (2005) | Posizione raggiunta |
| ----------------- | ------------------- |
| Regno Unito       | 7                   |
| Irlanda           | 16                  |